# لبو (کانزاس)
لبو (به انگلیسی: Lebo) شهری در ایالت کانزاس کشور ایالات متحده آمریکا است که جمعیت آن در سرشماری سال ۲۰۱۰ میلادی، ۹۴۰ نفر بوده‌است.